# Wakayama (cidade)
Wakayama (和歌山市 -shi) é uma cidade japonesa localizada na província de Wakayama.
Em 2003 a cidade tinha uma população estimada em 382 155 habitantes e uma densidade populacional de 1 826,74 h/km². Tem uma área total de 209,20 km².
Recebeu o estatuto de cidade a 1 de Abril de 1889.

Bandeira da cidade.

## Cidades-irmãs
- Bakersfield, Estados Unidos
- Jeju, Coreia do Sul
- Richmond, Canadá
- Jinan, China